# كهف بوتوك
كهف بوتوك (السلوفينية: Potočka zijalka أو Potočka zijavka) هو كهف في شمال سلوفينيا، أُعلن أنه موقع أثري وحفري مرتفع، احتل حوالي 35000 سنة BP (قبل الحاضر) الإنسان الحديث تشريحيا من ثقافة أورينياسية خلال العصر الحجري القديم الأعلى. تمت تسمية الكهف على اسم مزرعة بوتوك في بودولسيفا. يشير المصطلح السلوفيني زيجالك أو زيجافكا إلى كهف ذو قاع مسطح مع فم مفتوح على منحدر صخري. تم إجراء حفريات منهجية من عام 1928 حتى عام 1935 من قبل عالم الآثار السلوفيني سريكو برودار.